# Josep Briansó Salvador
Josep Briansó Salvador (Reus, Baix Camp, 24 de maig de 1888 - 27 de novembre de 1949) va ser un metge i polític català fill d'Emili Briansó. Diputat a les Corts Espanyoles durant la Segona República.

## Biografia
Es llicencià en medicina per la Universitat de Barcelona el 1912, i s'especialitzà en psiquiatria. Pel seu prestigi va ser director de l'Institut Pere Mata de Reus, càrrec que ja havia ocupat el seu pare, entre abril de 1922 i novembre de 1936 i col·laborador de les publicacions del Butlletí del Sindicat de Metges de Catalunya, sindicat del qual era membre. Formava part del cos de redactors del diari Las Circunstancias i va publicar articles sobre psiquiatria a Fulls Clínics, una revista de temes mèdics que va sortir a Reus des del 1931 al 1936.
El 1930 dirigí el Partit Republicà de Reus, però poc després ingressà a Acció Catalana Republicana (ACR), partit del que va ser membre del consell general. El 1931 presidí el Centre Republicà d'Acció Catalana de Reus i era membre del Consell Consultiu del Partit Catalanista Republicà (1931). A les eleccions generals espanyoles de 1936 va ser elegit diputat per la província de Tarragona dins les llistes del Front d'Esquerres.
Durant la guerra civil espanyola es va mantenir fidel a la República, raó per la qual en acabar la guerra fou detingut a Barcelona per les autoritats franquistes i empresonat a la Presó Model. El 1943 va ser alliberat, però no va poder seguir treballant a l'Institut Pere Mata i treballà en una clínica particular a Reus fins a la seva mort. Va publicar diversos llibres sobre psiquiatria.

## Obres[3]
- "Estadistica del Instituto Pedro Mata de Reus". A: Archivos de Terapeutica de las Enfermedades Nerviosas y Mentales, febrer 1911.
- Instituto Pedro Mata: manicomio de Reus: tema práctico de la asignatura de higiene. Universidad de Barcelona. Barcelona: Tipográfica "La Académica" de Serra Hnos y Russell, 1913
- "El Pedro Mata y Rodriguez Mendez". A: Libro en honor del Dr. D. Rafael Rodríguez Méndez: escrito por sus admiradores y amigos y publicado con ocasión del quincuagenario de la licenciatura en medicina del eximio maestro. Barcelona: [La Neotipia], 1918
- Clínica, fisiologia de les paranoies, (AM: 1914, 486-488)
- Psicopatologia de la impulsió. (AM: 1914, 51-57).
- Clínica, fisiopatología y nosología de las paranoias. Reus: Imprenta de Las Circunstancias, 1930